# 渡邊将史
渡邉 将史（わたなべ まさし、1990年4月5日 - ）は、日本の元俳優である。当時の所属事務所は、B.M.Factory。静岡県出身。血液型は、O型。

## 出演

### 舞台
- ミュージカル テニスの王子様 - 水野カツオ 役
  - The Imperial Presence 氷帝 feat.比嘉（2008年7月 - 9月）
- 祭りよ今宵だけは哀しげに〜銀河鉄道と夜〜
- 八月のシャハラザード
- GODZILLA